# شور أب (شاخن)
شور أب (بالفارسية: شوراب) هي مستوطنة تقع في إيران في قسم شاخن الريفي. يقدر عدد سكانها بـ 168 نسمة .